# Aldus Corporation
Die Aldus Corporation (benannt nach dem venezianischen Buchdrucker Aldus Manutius) ist ein im Februar 1984 von dem Journalisten Paul Brainerd gegründetes US-amerikanisches Software-Unternehmen. Es entwickelte das Computerprogramm PageMaker für den Apple Macintosh, welches als erstes Desktop-Publishing (DTP)-Programm angesehen wird. 
PageMaker erschien im Oktober 1985 und benötigte Adobes PostScript-Seitenbeschreibungssprache zur Druckausgabe auf den Laserdrucker Apple LaserWriter. Ab 1986 gab es auch eine Version für den IBM PC.
Aldus brachte später das Zeichenprogramm FreeHand auf den Markt, welches von Altsys lizenziert wurde. Im September 1994 kam es zum Zusammenschluss von Aldus und Adobe. Daraufhin gelangte FreeHand zu Macromedia und nach der Fusion von 2005 ebenfalls zu Adobe.
Aldus entwickelte die Industriestandards TIFF und OPI.

## Produkte
- PageMaker – Desktop-Publishing
- Persuasion – Präsentationsgrafik
- PhotoStyler – Bildbearbeitung
- FreeHand – Zeichenprogramm für Illustratoren und Grafik-Designer
- Fetch – Verwaltung
- PrePrint – Druckvorstufe, Farbkorrektur und Vierfarbseparation
- PressWise – Druckvorstufe, digitale Bogenmontage
- TrapWise – Definition von Überfüllungen
- IntelliDraw – Zeichenprogramm (Juni 1992)[1]